# Macroglossum lepcha
Macroglossum lepcha är en fjärilsart som beskrevs av Butler 1877. Macroglossum lepcha ingår i släktet Macroglossum och familjen svärmare. Inga underarter finns listade i Catalogue of Life.